# Woolavington
Woolavington är en ort och civil parish i Storbritannien.   Den ligger i grevskapet Somerset och riksdelen England, i den södra delen av landet, 200 km väster om huvudstaden London. Woolavington ligger 48 meter över havet och antalet invånare är 2 211.
Terrängen runt Woolavington är huvudsakligen platt. Woolavington ligger uppe på en höjd. Runt Woolavington är det ganska tätbefolkat, med 179 invånare per kvadratkilometer. Närmaste större samhälle är Bridgwater, 6,1 km sydväst om Woolavington. Trakten runt Woolavington består i huvudsak av gräsmarker.